# Renato Gomes
 Renato Borges da Rocha Gomes(em georgiano:  რენატო გომეში;João Pessoa, 20 de janeiro de 1981) é um  ex-jogador de voleibol de praia do brasileiro,com marca de alcance no ataque de 325 cm e 312 cm no bloqueio,  que representando a Geórgia foi semifinalista na edição dos Jogos Olímpicos de Verão de 2008 na China.

## Carreira
A sua trajetória no vôlei de praia deu-se por muitas temporadas ao lado de Jorge Terceiro, pelo menos em suas participações no Circuito Mundial de Vôlei de Praia foi ao lado deste atleta, estreando no mesmo foi na temporada de 2006, já naturalizados e representando a Geórgia tendo como melhor resultado o nono lugar no Aberto de Montreal, juntos também alcançaram o décimo terceiro lugar no Aberto de Xangai, quadragésimo primeiro posto no Aberto de Zagreb e no Grand Slam de Paris, décimo sétimo no Aberto de Roseto degli Abruzzi, sendo a mesma colocação obtida nos Abertos de Espinho, Marseille, de São Petersburgo e de Stare Jablonki, ainda pontuaram com as trigésimas colocações nos Grand Slam de Gstaad, Stavanger e Klagenfurt, finalizaram na vigésima quinta posição nos Abertos de Vitória e Acapulco.
Ao lado de Jorge Terceiro disputou o Circuito Mundial de Vôlei de Praia de 2007 tendo a melhor colocação o quinto lugar alcançado no Aberto de Manama, além das sétimas colocações obtidas nos Abertos de Roseto degli Abruzzi e Stare Jablonki , mesma posição que finalizaram na edição do Campeonato Europeu de Vôlei de Praia de 2007 em Valencia, Espanha, também conquistaram as nonas posições nos Grand Slam de Paris, Stavanger e Klagenfurt, mesmo feito obtido nos Abertos de São Petersburgo, Marseille e Kristiansand; neste mesmo circuito finalizaram em décimo terceiro lugar no Aberto de Espinho,  também conquistaram a décima sétima posição no Grand Slam de Berlin e nos Abertos de Zagreb, Montreal e Aland, pontuando também com o trigésimo sétimo lugar na edição do Campeonato Mundial de Vôlei de Praia de 2007, sediado em Gstaad, além do trigésimo terceiro posto no Aberto de Xangai.
Também formou dupla com Emanuel Rego na etapa de Brasília pelo Circuito Brasileiro de Vôlei de Praia Open de 2007, quando alcançaram a quarta posição, vice-campeão ao lado de Jorge Terceiro em Salvador e quarto lugar em Vila Velha  e juntos terminam em quarto lugar em Fortaleza em 2008.
Com a mesma formação de dupla citada anteriormente disputou em 2008 mais uma temporada do Circuito Mundial, alcançando as quintas posições nos Grand Slam de Paris e Klagenfurt, e chegaram na nona posição final nos Abertos de Barcelona, Marseille e Guarujá, mesma posição alcançada no Grand Slam de Stavanger; também obtiveram os décimos terceiros lugares nos Abertos de Xangai, Stare Jablonki, Kristiansand, Mallorca e Dubai, finalizando na décima sétima posição nos Abertos de Adelaide Praga,Roseto degli Abruzzi e Zagreb, tendo mesmo posto no e no Grand Slam de Gstaad, pontuando com o quadragésimo primeiro posto no Grand Slam de Berlin e com o trigésimo terceiro lugar obtido no Grande Slam de Moscou.
Com seu parceiro Jorge Terceiro, representou a Geórgia também na edição dos Jogos Olímpicos de Pequim em 2008, utilizando a alcunha de "Geor" e seu parceiro a de "Gia" para melhor identificação com seu segundo país, época que tinham residência no mesmo, mas viviam e treinavam no Brasil, por questões de conflitos neste país quase não disputaram a edição, no evento olímpico chegaram as semifinais, mas finalizaram na quarta colocação
Com a mesma parceria competiu na edição do Circuito Mundial de Vôlei de Praia de 2009, obtendo a quinta posição nos Abertos de Roma e no Grand Slam de Marseille, também finalizaram na nona posição no Grand Slam de Klagenfurt e no Aberto de Haia, além do décimo terceiro lugar nos Abertos de Myslowice, Stare Jablonki e Kristiansand, do décimo sétimo posto obtido no Masters de Gran Canaria, no Grand Slam de Moscou e no Aberto de Aland, a vigésima quinta posição nos Abertos de Brasília e Xangai, o trigésimo terceiro lugar no Grand Slam de Gstaad, além do trigésimo sétimo lugar na edição do Campeonato <Mundial de Stavanger. Conquistou pelo Circuito Estadual de 2009 em Cabo de Santo Agostinh o terceiro lugar.
Também jogou ao lado de Jorge Terceiro no Circuito Brasileiro de Vôlei de Praia Open de 2009 alcançando o quinto lugar na etapa de Balneário Camboriú, a nona colocação em Santa Maria, em Curitiba e São José dos Campos, décimo terceiro lugar em Campo grande, nono lugar em Belém, décimo terceiro lugar em Teresina, sendo vice-campeão na etapa de Fortaleza, quinto posto em João Pessoa, quarto lugar em Recife, décimo nono lugar em Maceió e o décimo terceiro lugar na última etapa em Salvador.
Na sua quinta temporada de 2010 pelo Circuito Mundial ao lado de Jorge Terceiro obteve o nono lugar nos Abertos de Aland e Kristiansand, assim como nos  Grand Slam de Moscou e Stare Jablonkim além do décimo terceiro lugar nos Abertos de Xangai e Marseille, obtiveram o décimo sétimo posto nos Abertos de Brasília, Myslowice, Haia e Praga, finalizando também em vigésimo quinto lugar nos Grand Slam de Gstaad e  Stavanger, trigésimo terceiro posto no Grand Slam de Klagenfurt e pontuando também com quadragésimo primeiro lugar no Grand Slam de Roma.
Pelo Circuito Brasileiro de Vôlei de Praia Open de 2010 competiu com Jorge Terceiro e obtiveram o nono lugar na etapa de Caxias do Sul, quinto lugar na etapa de Balneário Camboriú, nona posição em São José dos Campos, quinto em Uberaba e em Goiânia, quarta posição em Campo Grande, quinta posição em Fortaleza e em João Pessoa, obtendo o bronze em Maceió e também em Salvador, quarta colocação em Vila Velha, finalizando em quinto lugar na etapa de Búzios.
Disputou a temporada de 2011 ao lado de Jorge Terceiro mais uma vez, finalizando em sétimo lugar no Aberto de Quebec, nona colocação no Grand Slam de Klagenfurt e Aberto de Haia, décimo terceiro posto no Aberto de Brasília, décima sétima colocação nos Abertos de Xangai, Praga w Agadir, mesmo feito obtido no Grand Slam de Moscou, além do vigésimo quinto lugar realizado nos Grand Slam de Gstaad e Stavanger, também alcançado na edição do Campeonato Europeu ( CEV Finals) sediado em Kristiansand, pontuaram com a trigésima terceira posição no Grand Slam de Stavanger,  nos Abertos de Pequim e Aland e no Campeonato Mundial de Võlei de Praia de 2011 em Roma.
Com Jorge Terceiro também disputou a temporada do Circuito Brasileiro de Vôlei de Praia de 2011, alcançando o décimo sétimo posto na etapa de Vitória, quinto posto no Rio de Janeiro, quarta posição no Guarujá, décimo segundo colocados em Curitiba, décimoa terceira posição em Balneário Camboriú, décimo segundo lugar em Santa Maria, décima colocação em Salvador, quarto colocados em Maceió, décima posição em Recife e em João Pessoa, ao final conquistou a terceira colocação geral no circuito.
Já na jornada esportiva de 2012 alcançou pelo Circuito Mundial ao lado de Jorge Terceiro o décimo lugar no Grand Slam de Berlin e  nos Abertos de Brasília,  Myslowice, também conquistando a vigésima quinta posição nos Grand Slam de Pequim, Xangai, Gstaad e Klagenfurt, ainda obtiveram o trigésimo terceiro posto no Grand Slam de Moscou, e o quadragésimo primeiro lugar no Aberto de Praga e no Grand Slam de Roma. Com Gilmário Vidal conquistou os títulos de das etapas de Maceió e Brasília válidas pelo Circuito Brasileiro de Vôlei de Praia Nacional de 2012-13.
Na primeira etapa em Cuiabá do Circuito Brasileiro de Vôlei de Praia Open 2012-13 voltou a competir com Jorge Terceiro, nesta finalizaram na décima terceira posição, nona posição na etapa de Goiânia e em Campinas, décimo terceiro lugar em São Luís e em Fortaleza, com Gilmário Vidal finalizou em quinto na etapa de João Pessoa, décimo terceiro em Maceió e vice-campeões em Brasília, nesta temporada jogou também com Harley Marques na fase de qualificação em Recife e com quem obteve o título da etapa de Aracaju pelo Circuito Banco do Brasil Challenger de 2013.

## Títulos e resultados
- Jogos Olímpicos de Verão de 2008:2008[5]
- Etapa de Brasília do Circuito Brasileiro de Voleibol de Praia - Nacional:2012-13[42]
- Etapa de Maceió do Circuito Brasileiro de Voleibol de Praia - Nacional:2012-13[42]
- Etapa de Aracaju do Circuito Brasileiro de Vôlei de Praia Challenger:2013[52]
- Etapa de Brasília do Circuito Brasileiro de Voleibol de Praia Open:2012-13[50]
- Etapa de Fortaleza do Circuito Brasileiro de Voleibol de Praia Open:2009[14]
- Etapa de Salvador do Circuito Brasileiro de Voleibol de Praia Open:2007[4]
- Circuito Brasileiro de Voleibol de Praia Open:2011[41]
- Etapa de Salvador do Circuito Brasileiro de Voleibol de Praia Open:2010[28]
- Etapa de Maceió do Circuito Brasileiro de Voleibol de Praia Open:2010[27]
- Etapa de Maceió do Circuito Brasileiro de Voleibol de Praia Open:2011[38]
- Etapa do Guarujá do Circuito Brasileiro de Voleibol de Praia Open:2011[33]
- Etapa de Vila Velha do Circuito Brasileiro de Voleibol de Praia Open:2010[29]
- Etapa de Campo Grande do Circuito Brasileiro de Voleibol de Praia Open:2010[24]
- Etapa de Recife do Circuito Brasileiro de Voleibol de Praia Open:2009[16]
- Etapa de Fortaleza do Circuito Brasileiro de Voleibol de Praia Open:2008[4]
- Etapa de Vila Velha do Circuito Brasileiro de Voleibol de Praia Open:2007[4]
- Etapa de Brasília do Circuito Brasileiro de Voleibol de Praia Open:2007[4]
- Etapa de Pernambuco do Circuito Estadual de Vôlei de Praia:2012[6]

## Premiações Individuais
[carece de fontes?]